# Sutton on Trent
Sutton on Trent är en by och en civil parish i Storbritannien. Den ligger i grevskapet Nottinghamshire och riksdelen England, i den sydöstra delen av landet, 190 km norr om huvudstaden London. Orten har 1 327 invånare (2001). Den har en kyrka. Byn nämndes i Domedagsboken (Domesday Book) år 1086, och kallades då Sudtone.